# آنتوان وارنیر
آنتوان وارنیر (انگلیسی: Antoine Warnier؛ زادهٔ ۲۴ ژوئن ۱۹۹۳ ‏(۳۱ سال)) دوچرخه‌سوار اهل بلژیک است.
از باشگاه‌هایی که در آن بازی کرده‌است می‌توان به دابلیوبی ورانکلاسیک آکوا پروتکت اشاره کرد.